# Damvix
Damvix é uma comuna francesa na região administrativa da Pays de la Loire, no departamento de Vendéia. Estende-se por uma área de 11,66 km². Em 2010 a comuna tinha 762 habitantes (densidade: 65,4 hab./km²).